# Ерфтштат
Ерфтштат (њем. Erftstadt) град је у њемачкој савезној држави Северна Рајна-Вестфалија. Једно је од 10 општинских средишта округа Рајн-Ерфт. Према процјени из 2010. у граду је живјело 50.714 становника. Посједује регионалну шифру (AGS) 5362020, NUTS (DEA27) и LOCODE (DE ERT) код.

## Географски и демографски подаци
Ерфтштат се налази у савезној држави Северна Рајна-Вестфалија у округу Рајн-Ерфт. Град се налази на надморској висини од 81–150 метара. Површина општине износи 119,9 km². У самом граду је, према процјени из 2010. године, живјело 50.714 становника. Просјечна густина становништва износи 423 становника/km².

## Међународна сарадња
| Мјесто   | Држава               | Врста сарадње | Од    |
| -------- | -------------------- | ------------- | ----- |
|          | Пољска               | партнерство   | 1995. |
| Вокингам | Уједињено Краљевство | партнерство   | 1976. |
|          | Француска            | партнерство   | 1980. |
| Извор    |                      |               |       |